# 快樂航空
快樂航空（泰文：แฮปปี้แอร์；英文：Happy Air）是一家總部設於泰國的航空公司，运营從曼谷蘇凡納布機場出發的泰國國內客運航班，以及包機服務。快乐航空成立於2009年4月3日。

## 飛航目的地
- 快樂航空的定期航班目的地如下：
  - 曼谷蘇凡納布機場
  - 泰國南部的拉廊府（ระนอง；Ranong）；
  - 泰國南部的春蓬府（ชุมพร；Chumphon），跋麒縣（ปะทิว；Pathio）；

## 機隊
截至2013年2月，快樂航空擁有一架已飛航18年的舊薩博340雙渦輪螺旋槳飛機，33座位。